# Chaetodipus rudinoris
Souris à abajoues de San Quintin
Espèce
Statut de conservation UICN

 LC  : Préoccupation mineure
Chaetodipus rudinoris, la Souris à abajoues de San Quintin, est une espèce de Rongeurs de la famille des Heteromyidae. Ce sont des souris à poches, c'est-à-dire à larges abajoues, et à poil dur. 

## Répartition
Ce rongeur se rencontre au Mexique et aux États-Unis.

## Description
L'holotype de Chaetodipus rudinoris mesure 232 mm de longueur totale dont 128 mm pour sa queue.

## Liste des sous-espèces
Selon GBIF (31 mai 2024) :
- Chaetodipus rudinoris extimus (Nelson & Goldman, 1929)
- Chaetodipus rudinoris fornicatus (Burt, 1932)
- Chaetodipus rudinoris hueyi (Nelson & Goldman, 1929)
- Chaetodipus rudinoris knekus (Elliot, 1903)
- Chaetodipus rudinoris mesidios (Huey, 1964)
- Chaetodipus rudinoris rudinoris (Elliot, 1903)

## Classification
L'espèce a été décrite pour la première fois en 1903 par le zoologiste américain Daniel Giraud Elliot (1835-1915), comme étant une sous-espèce de Perognathus baileyi sous le protonyme Perognathus baileyi rudinoris.
Ce taxon porte en français le nom vernaculaire ou normalisé suivant : Souris à abajoues de San Quintin.

### Publication originale
- (en) D. G. Elliot, « Descriptions of apparently new species and subspecies of mammals from California, Oregon, the Kenai peninsula, Alaska, and Lower California, Mexico », Publications of the Field Columbian Museum. Zoological series, Chicago, vol. 3, no 10,‎ avril 1903, p. 153-173 (ISSN 0097-3904, OCLC 1200873, DOI 10.5962/BHL.TITLE.2531, lire en ligne).